# Lomikámen nádherný
Lomikámen nádherný (Saxifraga cotyledon) je vytrvalá kvetoucí bylina z čeledi lomikamenovité (Saxifragaceae). Je původní v horských oblastech Evropy, v Alpách, Skandinávii a v Pyrenejích. Vyskytuje se jako volně rostoucí bylina i v jiných částech světa. Kvete od června do července.

## Popis
Obvykle dorůstá výšky 15–80 cm. Dužnaté listy tvoří přízemní růžici. Drobné květy jsou uspořádány v bohaté latě. Korunní lístky jsou na okraji jemně zubaté. Plodem je tobolka.

## Použití
Nápadná převisající květenství jsou velice ceněna. Druh je používán jako okrasná rostlina v záhonech, skalkách a suchých zídkách. Druh lze použít při výsadbách na zelené střechy.

## Pěstování
Preferuje slunečné polohy, vlhké kyselé propustné půdy, ale snese přísušky. Množí se semeny, ale i postranními růžicemi.

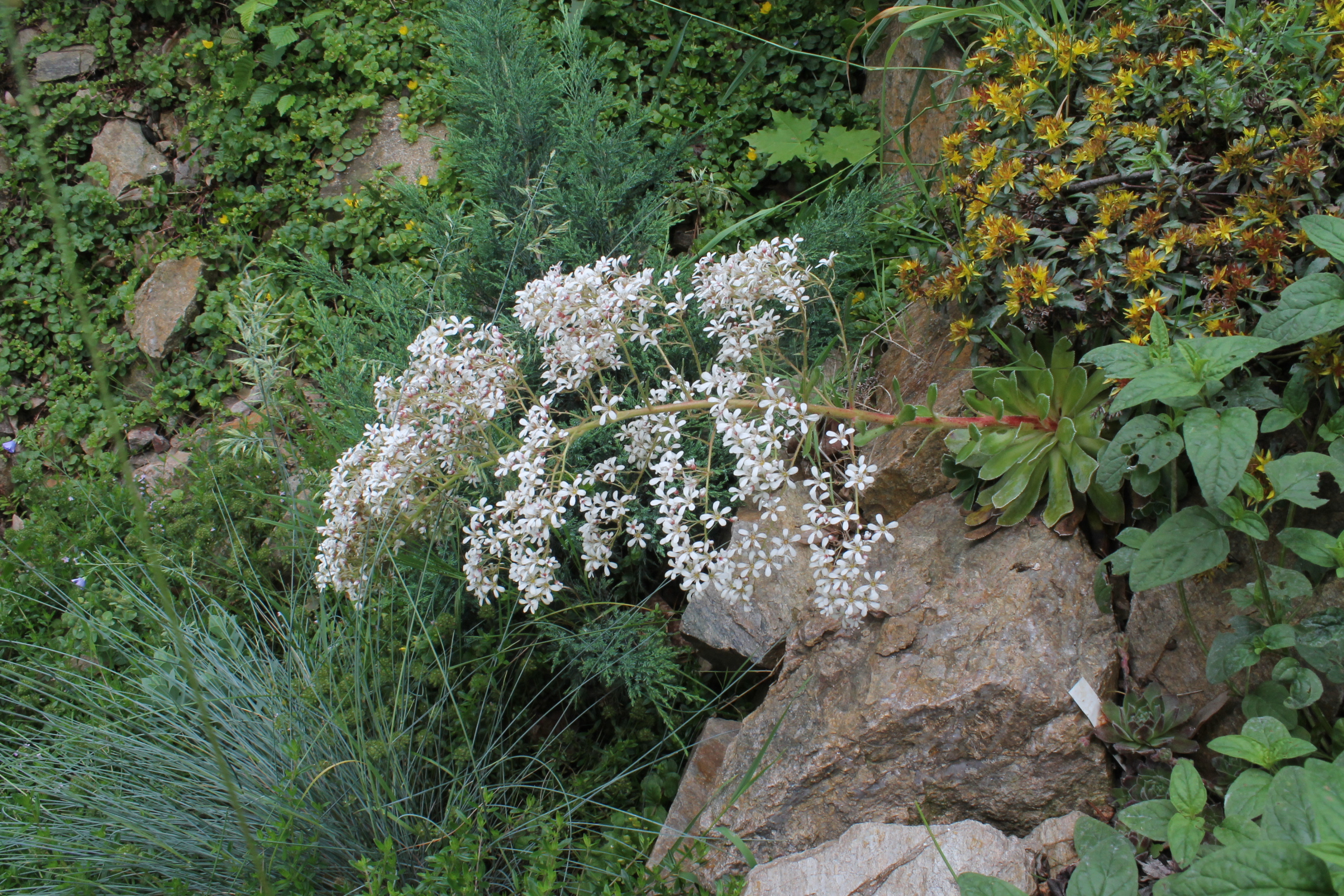
Lomikámen nádherný jako pěstovaná trvalka v nížině.
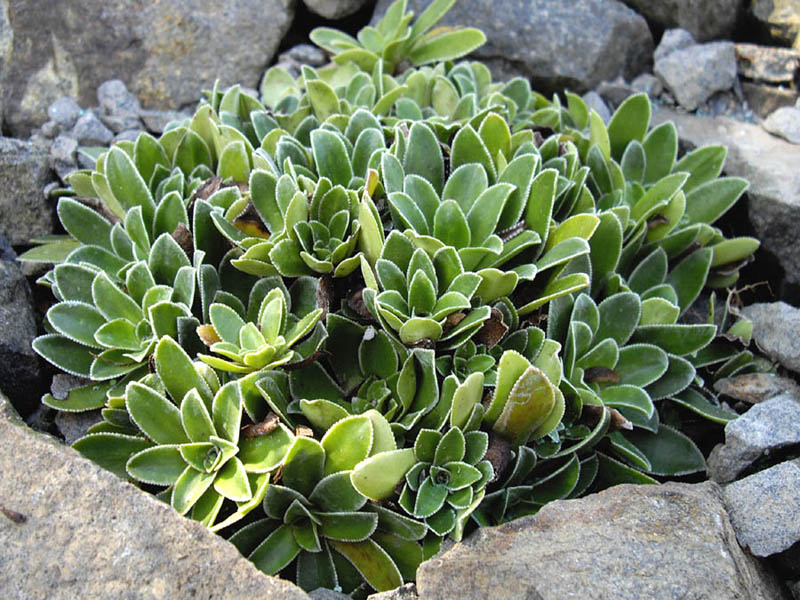
Růžice listů.